# Sabine Doht

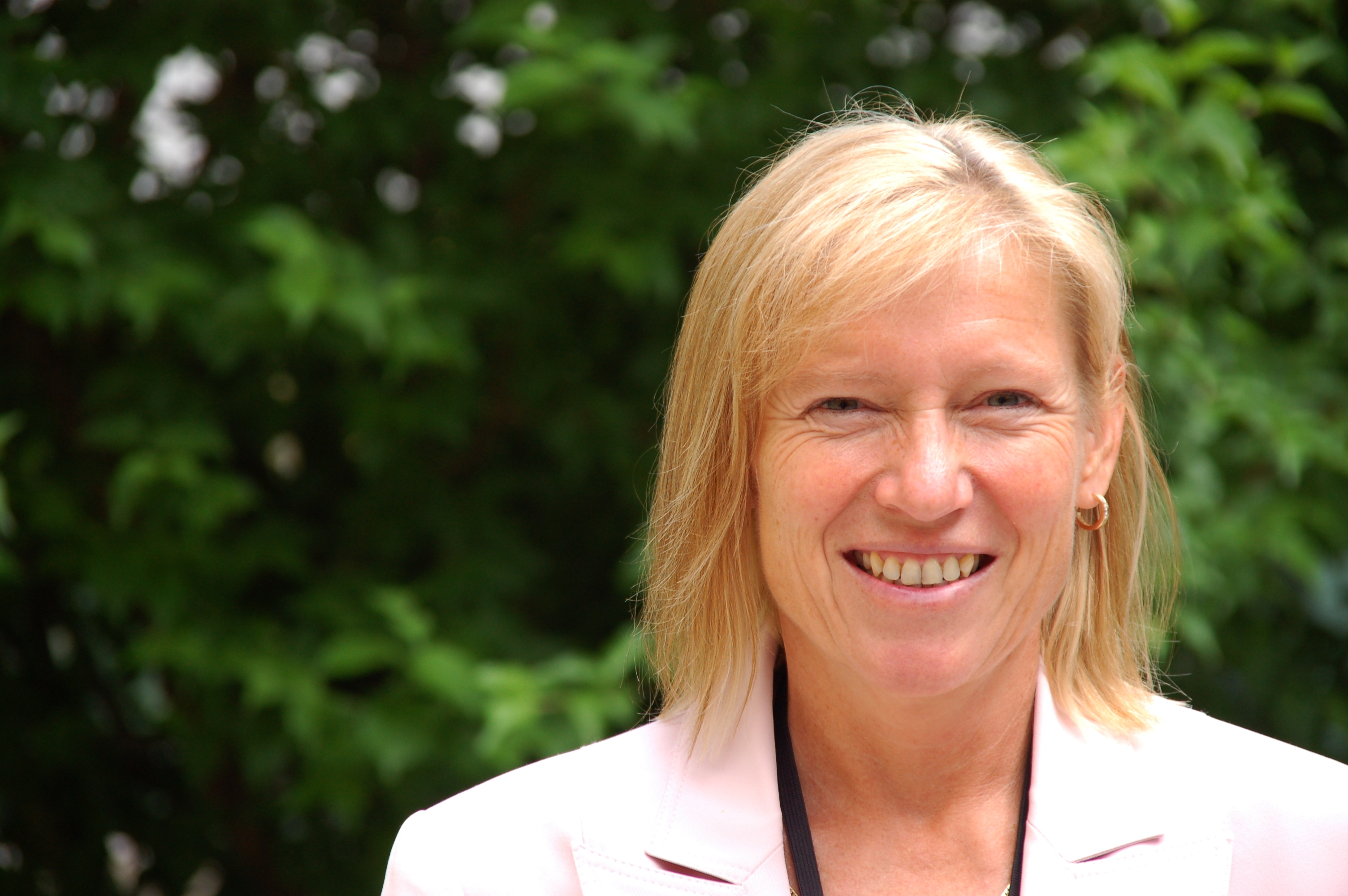
Sabine Doht im Mai 2011

Sabine Doht (* 31. Juli 1960 in Eisenach) ist eine deutsche Politikerin (ehemals SPD) und ehemalige thüringische Landtagsabgeordnete.

## Leben und Beruf
Sabine Doht ist mit dem früheren Eisenacher Oberbürgermeister Matthias Doht verheiratet und hat zwei Kinder.
Im Jahr 1979 schloss sie die Erweiterte Oberschule in Ruhla mit dem Abitur ab und begann anschließend ein Chemiestudium an der Universität Jena. 1980 wechselte sie an die Technische Hochschule Karl-Marx-Stadt (heute TU Chemnitz) und absolvierte ein Ingenieursstudium, das sie 1985 mit dem Diplom für Werkstofftechnik abschloss. Danach arbeitete sie bis 1990 als Fertigungstechnologin im Automobilwerk Eisenach und war im Jahr darauf Mitarbeiterin in der Arbeitsvorbereitung der Mitec-Wärmebehandlungs GmbH in Eisenach. Von 1992 bis 1994 war sie bei der August-Bebel-Gesellschaft e. V. angestellt.

## Politik
Sabine Doht gehörte 1989 zu den Gründungsmitgliedern der SPD in Eisenach. 1994 wurde sie Abgeordnete im Thüringer Landtag, wo sie nach der Landtagswahl 2009 zu einer von drei stellvertretenden Vorsitzenden der SPD-Fraktion gewählt wurde. Im November 2013 kündigte sie an, bei der Landtagswahl 2014 nicht mehr kandidieren zu wollen. Als Grund nannte sie die Annäherung ihrer Partei an die Linkspartei. Somit schied sie 2014 nach vier Wahlperioden aus dem Thüringer Landtag aus. Aus Protest gegen die Wahl von Bodo Ramelow (Die Linke) zum Ministerpräsidenten von Thüringen in einer Koalition aus Linkspartei, SPD und Grünen trat sie noch am Tag seiner Wahl am 5. Dezember 2014 aus der SPD aus.

## Politische und gesellschaftliche Funktionen
Von 1986 bis 1990 war Sabine Doht in der Kammer der Technik als Fachsektionsvorsitzende tätig und darüber hinaus Mitglied im Bezirksausschuss Härtereitechnik. Ab 1990 arbeitete sie sieben Jahre lang als Kreistagsabgeordnete im Altkreis Eisenach. Sie war von 1992 bis 1999 Mitglied im SPD-Landesvorstand Thüringen und wurde 2008 wieder als Beisitzerin gewählt.
Von 1996 bis 2006 war sie Vorsitzende der August-Bebel-Gesellschaft e. V. in Eisenach. 1998 wurde sie Vorsitzende des Eisenacher Schwimm- und Sportvereins e. V. Sie ist seit 1998 Aufsichtsratsvorsitzende der Wohnungsgenossenschaft „Sonnenschein“ e.G. Eisenach und gehört seit 2004 dem Aufsichtsrat der Sportbad Eisenach GmbH an. Des Weiteren ist Sabine Doht im Vorstand der SGK Thüringen tätig.